# 우치룽
우치룽(중국어: 吳奇隆, 병음: Wú Qílóng 우치룽[*], 영어: Nicky Wu 니키 우[*], 1970년 10월 31일~)은 타이완의 배우 및 가수로, 소호대의 일원이다.

## 배우 활동

### 영화
1990 유협아 遊俠兒
1992 도학외전 逃學外傳
1993 신동거시대 新同居時代
1994 양축 	梁祝
1995 화월가기 花月佳期
1995 도학전경 逃學戰警
1996 신첩혈쌍웅	新喋血雙雄
2006 묵공 墨攻 - 자단 역
2020 금의위 4 지존무사 The Prequel of Gold Convoyers : Struggle for Hostages

### 드라마
1999 창세기 創世紀
2000 창세기2천지유정 創世紀II天地有情
2000 협녀틈천관	俠女闖天關
2002 소십일랑 蕭十一郎
2002 추몽 追夢
2002 모험왕위사리 冒險王衛斯理
2003 육지금마 六指琴魔
2010 도당풍운 圣堂风云
2011 보보경심 步步驚心
2012 형명사야 刑名師爺
2012 신백발마녀전 新白髮魔女傳
2014 보보경정 步步驚情
2015 한동 寒冬
2015 촉산전기지검협전기蜀山战纪之剑侠传奇
2018 촉산전기2 蜀山战纪2踏火行歌

### 예능
2014 성성적밀실1  星星的密室第一季
2015 중국판 런닝맨2 奔跑吧兄弟第2季
2016 꿀벌소녀대 蜜蜂少女隊
2016 중국판 정글의법칙 我們的法則
2020 기묘소삼림 奇妙小森林
2020 원기만만적가가 元气满满的哥哥
2021 우기만만적가가 牛气满满的哥哥
2021 추성성적인 追星星的人
2022 추성성적인2 追星星的人 第二季

### 수상
2013년 제8회 서울드라마어워즈 네티즌 인기상